# Bierné-les-Villages
Bierné-les-Villages est une nouvelle commune française située dans le département de la Mayenne, en région Pays de la Loire.
De statut administratif commune nouvelle, elle est créée le 1er janvier 2019 et peuplée de 1 280 habitants.
Issue de la fusion des communes d'Argenton-Notre-Dame, Bierné, Saint-Laurent-des-Mortiers et Saint-Michel-de-Feins, son chef-lieu est fixé à Bierné.
La commune fait partie de la province historique de l'Anjou (Haut-Anjou).

## Géographie

### Localisation et topographie
Bierné-les-Villages est située dans le sud Mayenne et parcouru par plusieurs cours d'eau : le Béron, le ruisseau du Vaugilmet qui est un affluent du Béron, le ruisseau de la Brosse au sud-est de la commune, le ruisseau de Morton à l'est et le ruisseau de la Savenière à Saint-Laurent. Le Béron se jette dans la Mayenne au lieu-dit de Formusson à Daon.
Le point culminant de Bierné-les-Villages se trouve au lieu-dit le Bourgneuf au nord-est de la commune, à 101 m d'altitude. Le point le plus bas est à 40 m d'altitude à la sortie du Béron du territoire au lieu-dit des Soreau.

### Communes limitrophes
| Gennes-Longuefuye  | Grez-en-Bouère                     | Bouère                |
| Châtelain, Coudray | Bierné-les-Villages                | Saint-Denis-d'Anjou   |
| Daon               | Les Hauts-d'Anjou (Maine-et-Loire) | Miré (Maine-et-Loire) |

### Climat
Pour des articles plus généraux, voir Climat des Pays de la Loire et Climat de la Mayenne.
En 2010, le climat de la commune est de type climat océanique altéré, selon une étude du CNRS s'appuyant sur une série de données couvrant la période 1971-2000. En 2020, Météo-France publie une typologie des climats de la France métropolitaine dans laquelle la commune est exposée à un climat océanique et est dans la région climatique  Moyenne vallée de la Loire, caractérisée par une bonne insolation (1 850 h/an) et un été peu pluvieux. 
Pour la période 1971-2000, la température annuelle moyenne est de 11,2 °C, avec une amplitude thermique annuelle de 13,9 °C. Le cumul annuel moyen de précipitations est de 716 mm, avec 12 jours de précipitations en janvier et 6,6 jours en juillet. Pour la période 1991-2020, la température moyenne annuelle observée sur la station météorologique de Météo-France la plus proche, sur la commune de Grez-en-Bouère à 7 km à vol d'oiseau, est de 12,0 °C et le cumul annuel moyen de précipitations est de 740,5 mm,. Pour l'avenir, les paramètres climatiques de la commune estimés pour 2050 selon différents scénarios d'émission de gaz à effet de serre sont consultables sur un site dédié publié par Météo-France en novembre 2022.

## Urbanisme

### Typologie
Au 1er janvier 2024, Bierné-les-Villages est catégorisée commune rurale à habitat dispersé, selon la nouvelle grille communale de densité à sept niveaux définie par l'Insee en 2022.
Elle est située hors unité urbaine. Par ailleurs la commune fait partie de l'aire d'attraction de Château-Gontier-sur-Mayenne, dont elle est une commune de la couronne,. Cette aire, qui regroupe 19 communes, est catégorisée dans les aires de moins de 50 000 habitants,.

## Toponymie
Le toponyme de la commune a été décidé après une consultation populaire dans les anciennes communes. Bierné venant de la commune principale et "les villages" faisant référence à cet agrégat de communes formant la nouvelle.

## Histoire
Il convient de se reporter aux articles consacrés aux anciennes communes fusionnées.

## Politique et administration

### Conseil municipal
Jusqu'aux prochaines élections municipales de 2020, le conseil municipal de la nouvelle commune est constitué de tous les conseillers municipaux issus des conseils des anciennes communes. À partir des élections municipales de 2020, on comptera 19 conseiller municipaux, dont un maire et trois maires délégués.
| Nom                        | Code Insee | Intercommunalité              | Superficie (km2) | Population (dernière pop. légale) | Densité (hab./km2) |
| -------------------------- | ---------- | ----------------------------- | ---------------- | --------------------------------- | ------------------ |
| Bierné (siège)             | 53029      | CC du Pays de Château-Gontier | 24,15            | 679 (2016)                        | 28                 |
| Argenton-Notre-Dame        | 53006      | CC du Pays de Château-Gontier | 6,77             | 210 (2016)                        | 31                 |
| Saint-Laurent-des-Mortiers | 53231      | CC du Pays de Château-Gontier | 10,06            | 184 (2016)                        | 18                 |
| Saint-Michel-de-Feins      | 53241      | CC du Pays de Château-Gontier | 6,75             | 181 (2016)                        | 27                 |

### Liste des maires
| Période      | Période  | Identité                 | Étiquette | Qualité                                                                          |
| ------------ | -------- | ------------------------ | --------- | -------------------------------------------------------------------------------- |
| janvier 2019 | En cours | Marie-Noëlle Tribondeau, | DVG-PS    | Agricultrice, vice-présidente de la communauté de communes Conseillère régionale |

### Enseignement et petite enfance
La commune possède trois écoles, l'école privée Sainte-Famille et l'école publique Marcel-Aymé à Bierné, ainsi que l'école privée Jeanne d'Arc à Argenton-Notre-Dame.
Présence d'un service de garderie et accueil de loisirs.

### Services publics
Présence d'un bureau de poste, d'une permanence de l'ADMR (Aide à domicile en milieu rural) et d'une caserne de pompier.

### Équipements
- Sport : salle omnisports des Brétignolles, terrain multi-sports, 2 terrains de foot, terrain de pétanque, chemins de randonnée, etc.
- 4 salles des fêtes
- 2 bibliothèques, une située rue du Prieuré à Bierné et l'autre dans la rue principale de Saint-Michel-de-Feins.

## Population et société

### Démographie
L'évolution du nombre d'habitants est connue à travers les recensements de la population effectués dans la commune depuis sa création.
En 2022, la commune comptait 1 280 habitants, en évolution de +2,07 % par rapport à 2016 (Mayenne : −0,73 %, France hors Mayotte : +2,11 %).
| 2016  | 2021  | 2022  |
| ----- | ----- | ----- |
| 1 254 | 1 263 | 1 280 |

La population 2016 indiquée ici est celle de l'ensemble des anciennes communes.

### Manifestations culturelles et festivités

#### Activités et manifestations
Tous les ans, le dernier week-end de juin, organisée par les associations de la commune, a lieu la foire communale.
Ces associations organisent dans l'année de nombreux évènements, comme la fête de la musique, le marché de Noël, etc.

#### Tissu associatif
- Sportif : Association sportive d'Argenton ; Bierné-Gennes Football Club (BGFC); Étoile sportive de Bierné, club de basket ; Groupe de randonnées pédestres ; Écurie du Plessis, club équestre
- Culturel : l'harmonie de Bierné ; club de lecture ; comité des fêtes…
- Social : Foyer rural, Génération mouvement, l'Amicale des sapeurs pompiers…
- Économique : l'union des commerçants, CUMA…

## Économie

### Revenus de la population et fiscalité
Le revenu fiscal médian par ménage était en 2016 de 18 734 €.

### Taux de Chômage
Le taux de chômage des 15 à 64 ans en 2016 était de 10.3%.

### Tissu économique
Sur 142 établissements présents sur la commune à fin 2015, 43 % relevaient du secteur de l'agriculture, 5.6 % du secteur de l'industrie, 7.7 % du secteur de la construction, 35.2 % de celui du commerce et des services et 8.5 % du secteur de l'administration et de la santé

### Commerces et services
La commune abrite la fromagerie bio du Haut-Anjou et une zone artisanale route de Châtelain à Bierné.
Bierné-les-Villages compte de nombreux commerces et artisans comme une épicerie, une boulangerie, une entreprise de maçonnerie, un café-restaurant, un cabinet vétérinaire, un garagiste…

## Culture locale et patrimoine

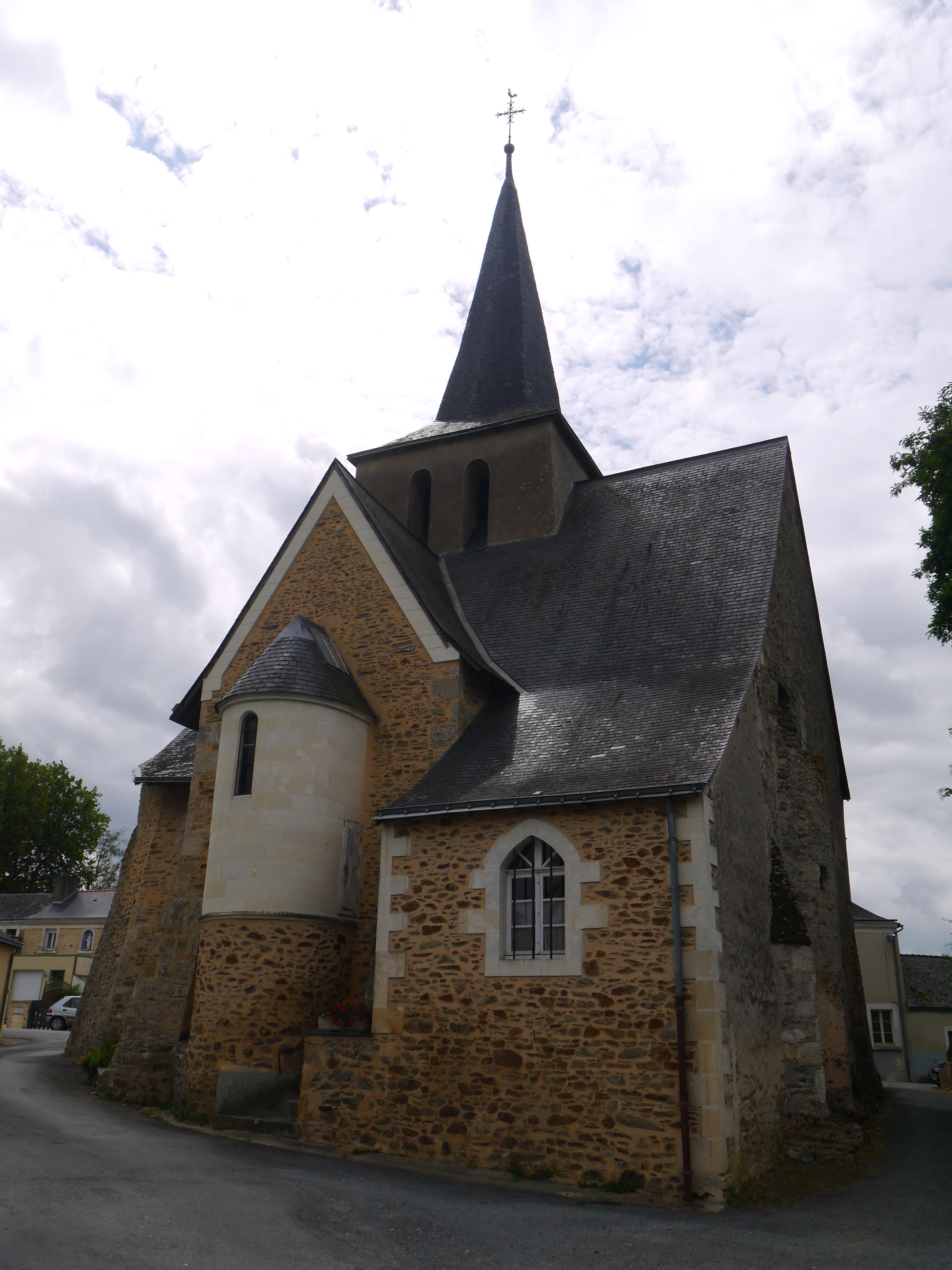
L'église d'Argenton-Notre-Dame.

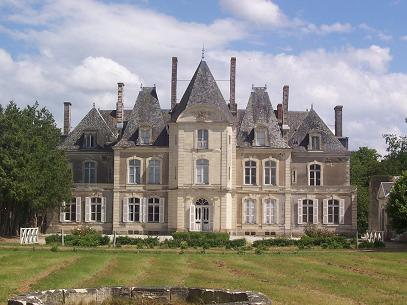
Le château de Noirieux.

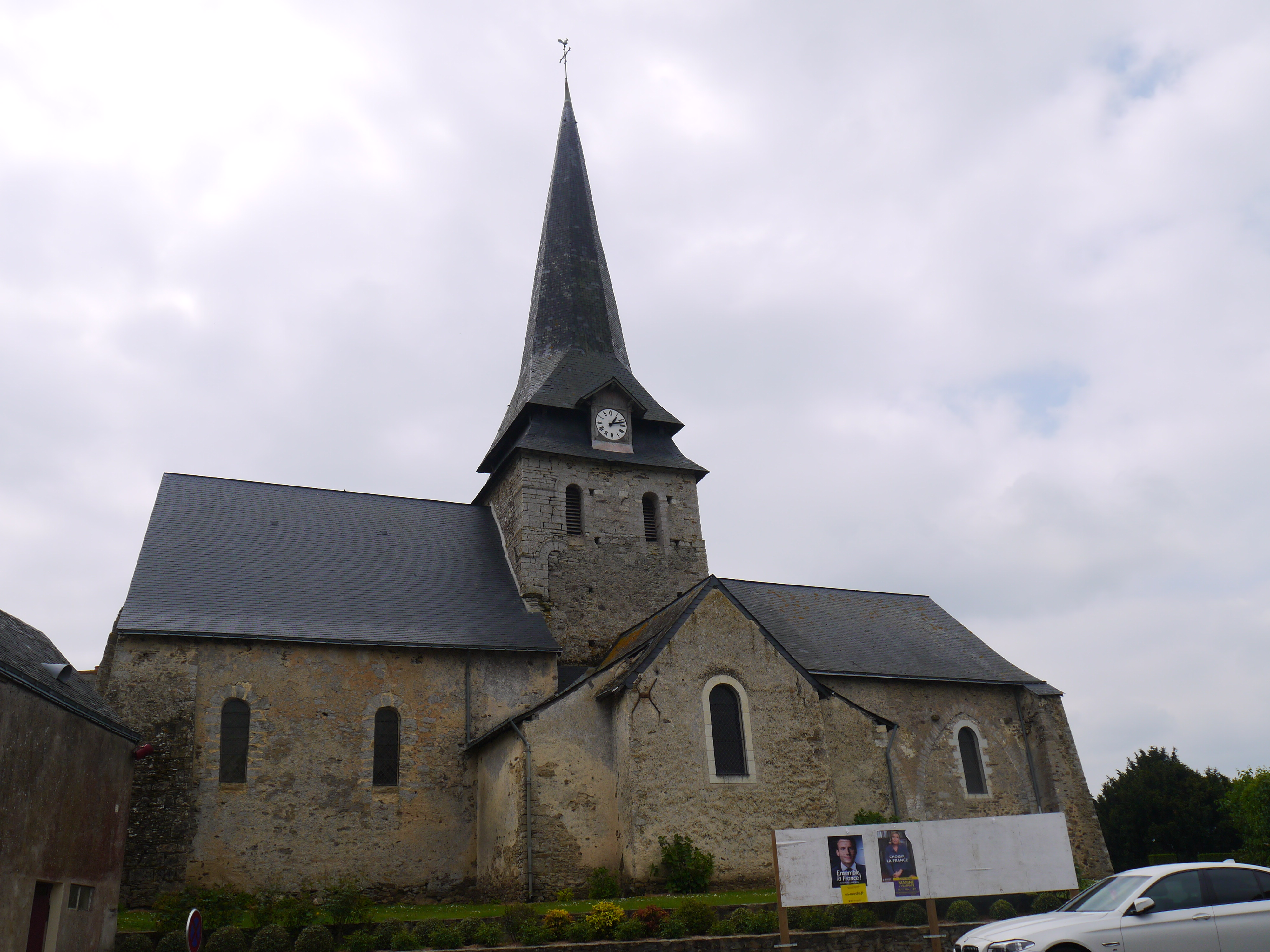
L'église de Saint-Laurent-des-Mortiers.

### Lieux et monuments
- L'église d'Argenton-Notre-Dame est dédiée à la Vierge Marie. D'origine romane, elle possède une tour-clocher sur la croisée du transept. Elle abrite trois retables du XVIIe siècle et des lambris du XIXe.
- La Tertinière, lieu et domaine qui mouvait de Saint-Julien de Château-Gontier, possédait une maison seigneuriale.
- Le château de la Bossivière (Argenton-Notre-Dame).
- Le château de la Fautraise (Argenton-Notre-Dame).
- Le château de la Sionnière (Argenton-Notre-Dame).
- Le château de la Barre (Bierné).

propriété de la famille de Chivré, dont l'épouse était dame d'honneur de Catherine de Bourbon, sœur du roi Henri IV puis à Jean-Baptiste Colbert au XVIIIe siècle pour redevenir la propriété de la famille de Chivré.
- Le château de Noirieux (Saint-Laurent-des-Mortiers).
- La Motte féodale de la seigneurie de Douet-Sauvage construite au XIIe siècle.
- Le logis seigneurial de la Juquaise en lieu et place de l'ancienne forteresse de Brullon[25].
- L'église Saint-Laurent (Saint-Laurent-des-Mortiers).

D'origine romane, le mur méridional présente des chaînages en arête de poisson et plusieurs ouvertures romanes. Une pierre de proclamation est installée sur un chapiteau gallo-romain, la nef brûle quand des chouans cherchent à enfumer des bleus réfugiés dans le clocher.
- La forteresse du Heyaume (Saint-Laurent-des-Mortiers).

En contrebas du village entourée de fossés et d'étangs sur le ruisseau de Savesnière, elle a complètement disparu depuis 1830. Le clocher de l'église aurait servi de tour de guet et l'église de chapelle castrale ; elle est prise par les Anglais en 1427 pendant que Jacques de Scépeaux est à la messe puis reprise par le sire de Retz; D'Arondel dévaste la fortification en 1433 et 1437 ; à la fin du XVIIIe siècle les habitants ont le droit de prendre les pierres des ruines pour construire leurs maisons.
- L'église Saint-Pierre de Bierné, bâtie au XIe siècle.

### Patrimoine naturel
La commune possède une ZNIEFF (zone naturelle d'intérêt écologique, faunistique et floristique) du type 1 au lieu-dit du Bois de Gouby, due à la présence d'une espèce déterminante, Platanthera chlorantha (Orchis vert, Orchis verdâtre, Platanthère à fleurs verdâtres).

### Personnalités liées à la commune
- Guy Poitevin (1934 à Bierné - 2004), docteur en sociologie, chercheur.

Deux prêtres martyrs de la Révolution sont honorés par des plaques apposées à la façade de l'église de Saint-Laurent-des-Mortiers. Ce sont :
- Louis Bault, noyé à Nantes le 9 décembre 1793, prêtre réfractaire, curé de Saint-Laurent[27] ;
- André Duliou, guillotiné à Laval le 21 janvier 1794, prêtre réfractaire natif de Saint-Laurent, curé de Saint-Fort, béatifié le 19 juin 1955 avec les treize autres martyrs.